# Zilverstuitgierzwaluw
De zilverstuitgierzwaluw (Rhaphidura leucopygialis) is een vogel uit de familie Apodidae (gierzwaluwen).

## Verspreiding en leefgebied
Deze soort komt voor in Maleisië en de Grote Soenda-eilanden.